# Дивизия Молитора (Первая империя, 1806 год)
Пехотная дивизия Молитора (фр. Division d'infanterie de Molitor) — пехотная дивизия Франции периода наполеоновских войн.

## История дивизии
Дивизия была сформирована Императором 4 ноября 1806 года в Брешии из полков, входивших в состав Армии Италии. Во главе дивизии был поставлен генерал Молитор с задачей присоединиться к Великой Армии, ведущей бои против русских и пруссаков. Прибыв на театр боевых действий, 29 апреля 1807 года стала 2-й пехотной дивизии в обсервационном корпусе маршала Брюна. 11 мая остановилась в Магдебурге. Приняла участие в операциях в Шведской Померании. В ночь на 4 августа начались траншейные работы и обстрел города Штральзунда. 8 августа шведские войска переправились на остров Рюген и жители Штральзунда открыли ворота. Французам достались 500 орудий и множество всевозможных запасов. После захвата города, дивизия оставалась в городе и его окрестностях до 1808 года (генерал Молитор выполнял функции гражданского и военного губернатора города).
В октябре 1808 года Великая Армия была расформирована, и 13 октября дивизия получила приказ идти в Вюрцбург на встречу с дивизиями Леграна и Карра-Сен-Сира, находясь под началом маршала Даву. В ноябре дивизии Буде и Молитор идут на Лион с целью сформировать там корпус.
23 февраля 1809 года стала 3-й пехотной дивизией наблюдательного корпуса на Рейне под началом маршала Массена (1 апреля стал 4-м корпусом Армии Германии). 4 марта получил приказ собираться в Бельфоре, пересечь Рейн в Юненге и идти на Ульм. В ночь с 18-го на 19 мая дивизия первой переправилась на лодках через Дунай на остров Лобау у Эберсдорфа, выбила оттуда австрийцев, и прикрывала сапёров, строящих мостовой пролёт. 21 мая несколько часов продержалась против всей австрийской армии у Асперна. 6 июля отличилась в сражении при Ваграме.
С февраля по июль 1810 года Молитор выполнял функции губернатора Ганзейских городов. 1 июля 1810 года вошла в составе Обсервационного корпуса Голландии, который оккупировал эту страну. 17 декабря Наполеон выпустил приказ о роспуске корпуса 1 января 1811 года.

## Состав дивизии по датам
На 1 июня 1807 года:
- 1-я бригада (командир – бригадный генерал Франсуа-Жозеф Леге)
  - 2-й полк линейной пехоты (командир – полковник Жак Дельга)
  - 16-й полк линейной пехоты (командир – майор Жак Марен)
- 2-я бригада (командир – бригадный генерал Пьер Кастелла)
  - 37-й полк линейной пехоты (командир – полковник Жан-Жозеф Готье)
  - 67-й полк линейной пехоты (командир – полковник Себастьян Шосса)
    - Всего: 8 батальонов, 8866 человек, 12 орудий[1].

На 5 июля 1809 года:
- 1-я бригада (командир – бригадный генерал Франсуа-Жозеф Леге)
  - 2-й полк линейной пехоты (командир – полковник Жак Дельга)
  - 16-й полк линейной пехоты (командир – полковник Пьер Гюден де ла Бардельер)
- 2-я бригада (командир – бригадный генерал Раймон Вивьес)
  - 37-й полк линейной пехоты (командир – полковник Жан-Жозеф Готье)
  - 67-й полк линейной пехоты (командир – полковник Жан Мартен Пети)
    - Всего: 10 батальонов, около 5000 человек, 16 орудий[2].

## Организация дивизии
штаб дивизии (фр. état-major de la division)
2-й полк линейной пехоты (фр. 2e régiment d'infanterie de ligne)
в составе дивизии с 4 ноября 1806 года по 15 марта 1810 года
16-й полк линейной пехоты (фр. 16e régiment d'infanterie de ligne)
в составе дивизии с 4 ноября 1806 года по 1 января 1811 года
37-й полк линейной пехоты (фр. 37e régiment d'infanterie de ligne)
в составе дивизии с 4 ноября 1806 года по 1 января 1811 года
67-й полк линейной пехоты (фр. 67e régiment d'infanterie de ligne)
в составе дивизии с 4 ноября 1806 года по 1 января 1811 года
23-й конно-егерский полк (фр. 23e régiment de chasseurs à cheval)
в составе дивизии с 15 марта 1810 года по 1 января 1811 года
артиллерия (фр. artillerie de la division)

## Подчинение и номер дивизии
- 2-я пехотная дивизия обсервационного корпуса маршала Брюна Великой Армии (29 апреля 1807 года);
- 4-я пехотная дивизия 4-го армейского корпуса Великой Армии (11 ноября 1807 года);
- пехотная дивизия на территории Германии (15 октября 1808 года);
- 3-я пехотная дивизия 4-го армейского корпуса Армии Германии (1 апреля 1809 года);
- пехотная дивизия Армии Германии (15 марта 1810 года);
- пехотная дивизия обсервационного корпуса Голландии (1 июля 1810 года).

## Командование дивизии

### Командир дивизии
- дивизионный генерал Габриэль Молитор (4 ноября 1806 – 17 декабря 1810)

### Начальники штаба дивизии
- полковник штаба Пьер Бланмон (4 ноября 1806 – 28 марта 1808)
- полковник штаба Антуан Руйе (28 марта 1808 – 13 августа 1809)
- полковник штаба Теодор Контамин (25 июля 1810 – 1 января 1811)

### Командиры бригад
- бригадный генерал Франсуа-Жозеф Леге (4 ноября 1806 – 22 декабря 1810)
- бригадный генерал Пьер Кастелла (март 1807 – 26 ноября 1808)
- бригадный генерал Раймон Вивьес (26 ноября 1808 – 22 декабря 1810)
- бригадный генерал Луи Вишери (июль 1810 – 20 сентября 1810)